# Abschleppfahrzeug

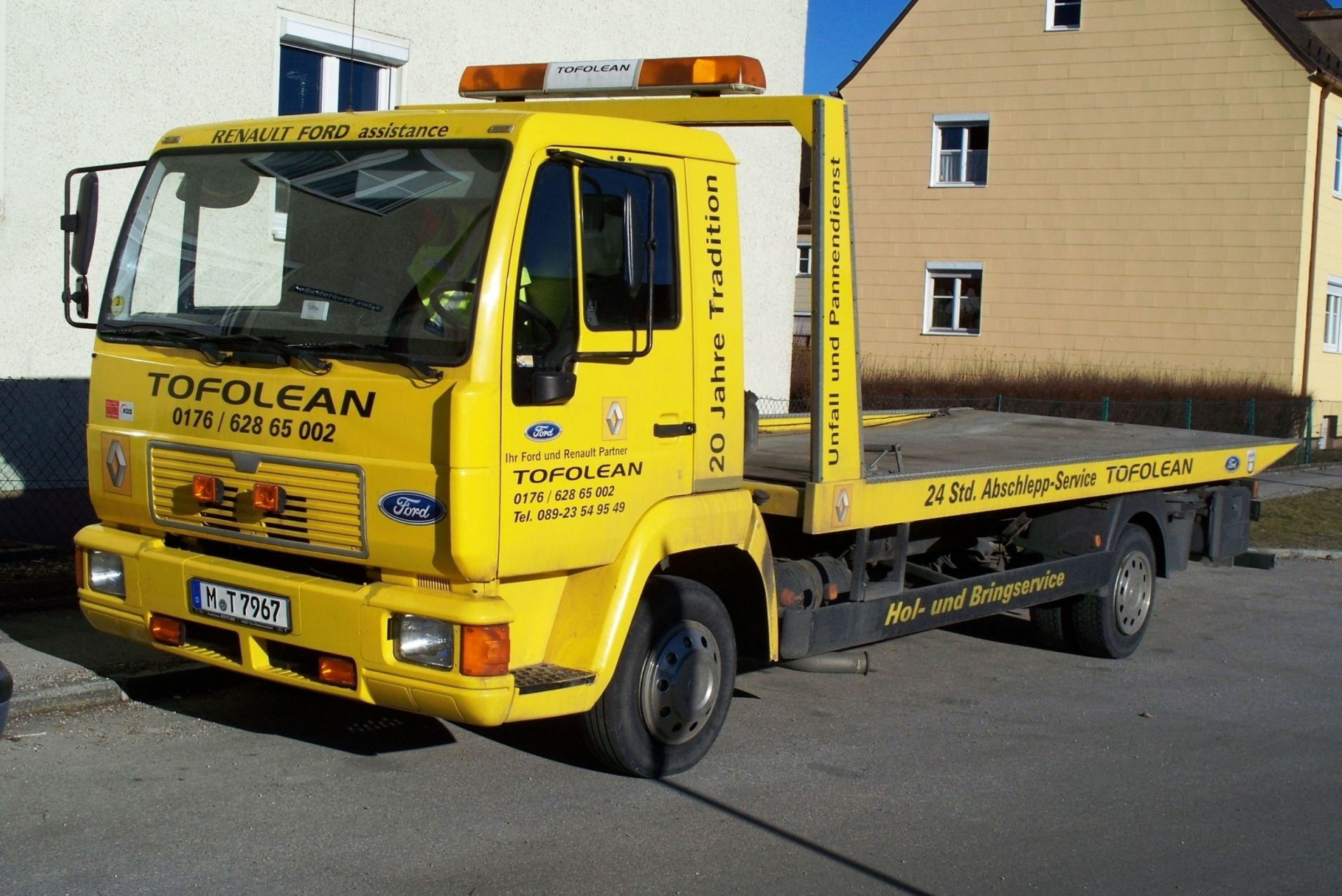
Abschleppfahrzeug für PKW

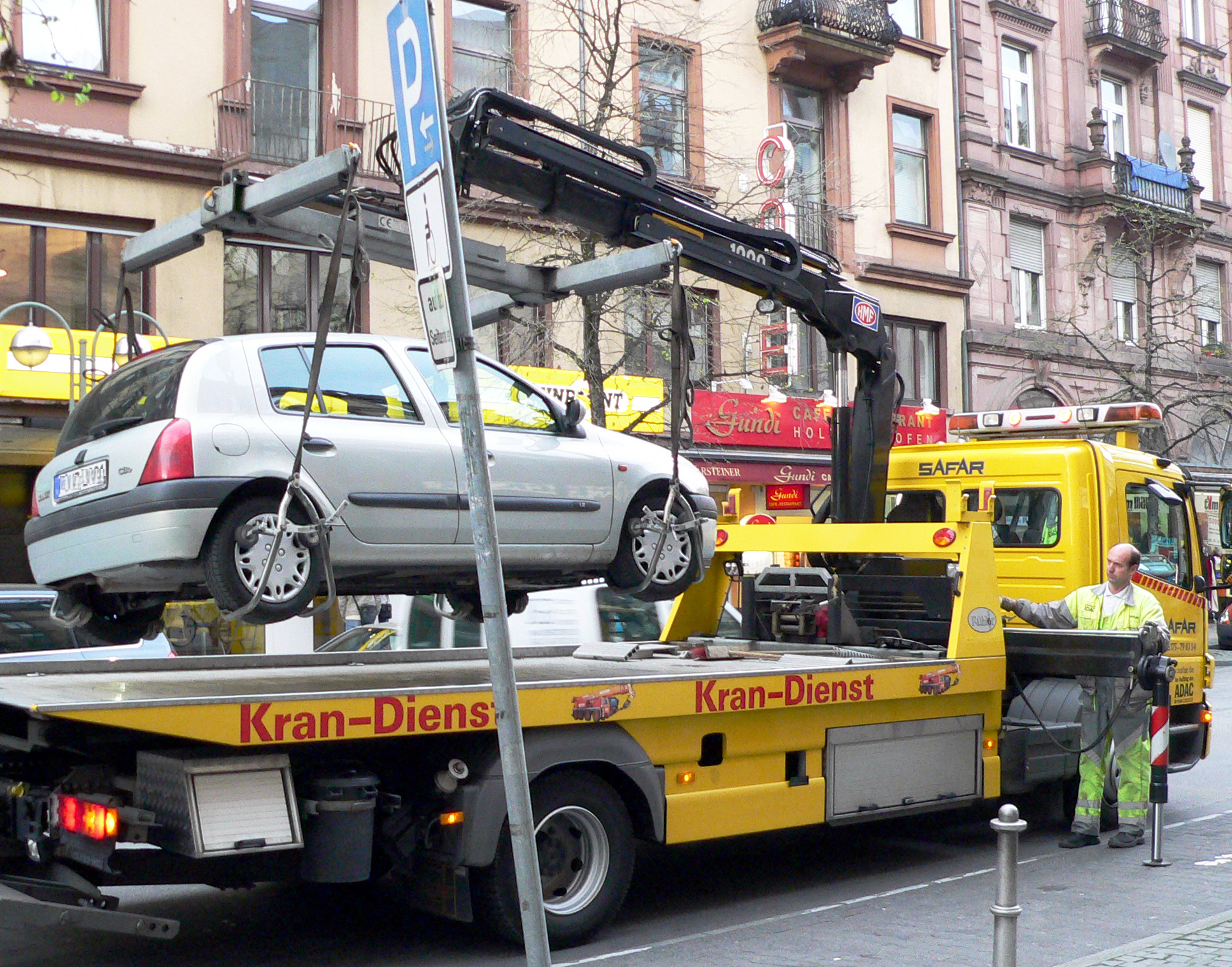
Abschleppdienst (Plateaufahrzeug)

Abschleppfahrzeuge sind Nutzfahrzeuge, die Kraftfahrzeuge abschleppen und meist auch bergen können. 

## Begriffliche Trennung

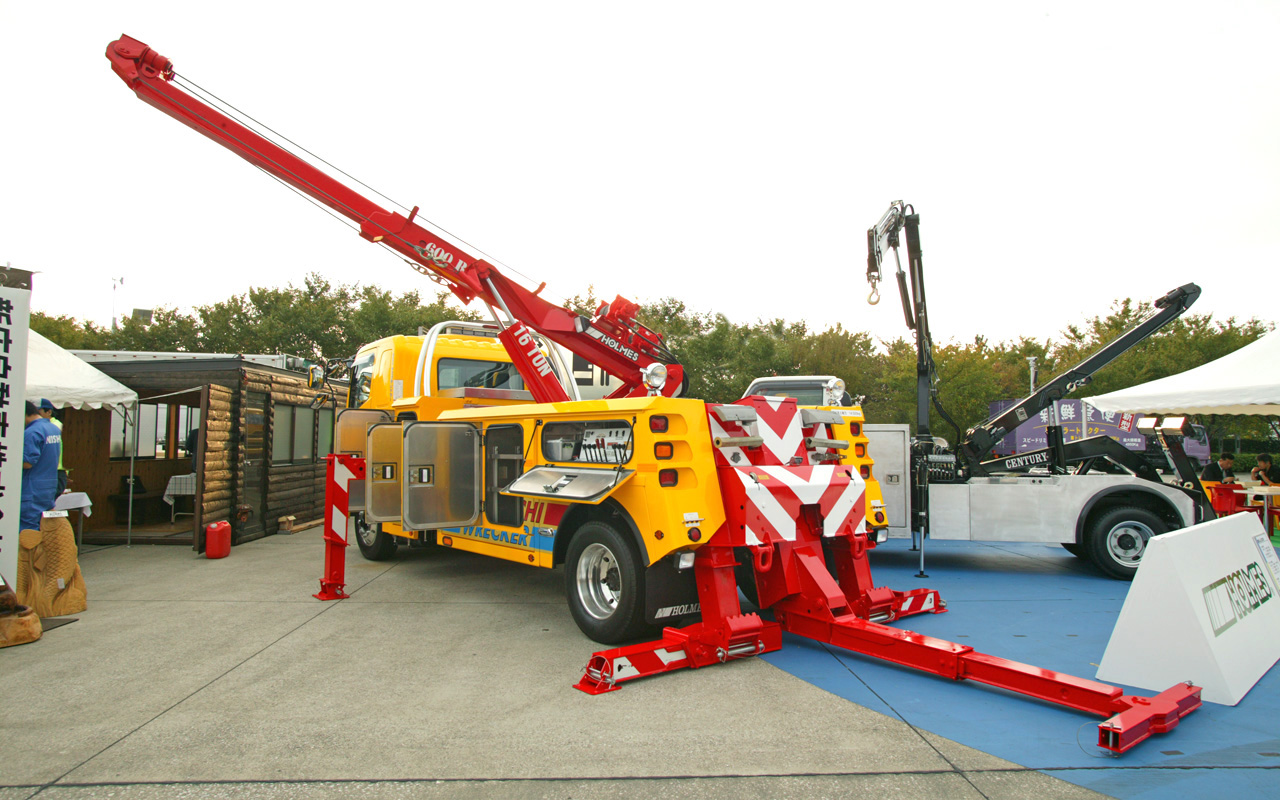
Abschleppfahrzeug mit Kran

Falschparker, havarierte oder defekte Fahrzeuge werden unter anderem mittels Seilwinde oder Kran geborgen und mittels Kran oder Hubbrille vorne oder hinten angehoben bzw. mittels Schleppstange angehängt.
Im privaten als auch im branchenüblichen Sprachgebrauch wird Abschleppwagen auch für Fahrzeuge verwendet, welche auf einem Plateau andere Fahrzeuge transportieren. Dabei handelt es sich jedoch um sogenannte Bergungsfahrzeuge. 
Bergungsfahrzeuge (also Plateaufahrzeuge), die zusätzlich mit Kran oder Hubbrille ausgerüstet sind, werden auch Spezialbergungsfahrzeuge genannt. Plateaufahrzeuge werden auch als Tieflader bezeichnet bzw. im englischen Sprachgebrauch als Flat-Bed Towtruck. Spezialbergungsfahrzeuge mit Kran bezeichnet man auch als Pick-Away oder schlicht als Pick. 
Diese Definitionen sind jedoch weder allgemeingültig noch anerkannt. Dies auch, weil die Begriffe missverständlich sind, denn die Abschleppfahrzeuge werden eher für Bergungen eingesetzt, während die Bergungsfahrzeuge üblicherweise dem Abtransport bzw. dem sog. Abschleppen dienen.

## Rechtliches
Schwerlast-Bergungsfahrzeuge dürfen jeweils nur eine Zugmaschine bzw. einen Anhänger einzeln auf der Abschleppbrille befördern. Bei einer Sattelzugmaschine (SZM) mit Sattelauflieger kommt ein anderer Typ zum Einsatz, bei dem die mobile Abschleppbrille ausgebaut wird, um die beiden Fahrzeuge mittels Abschleppstange zu verbinden.

Schwerlast-Abschleppfahrzeuge
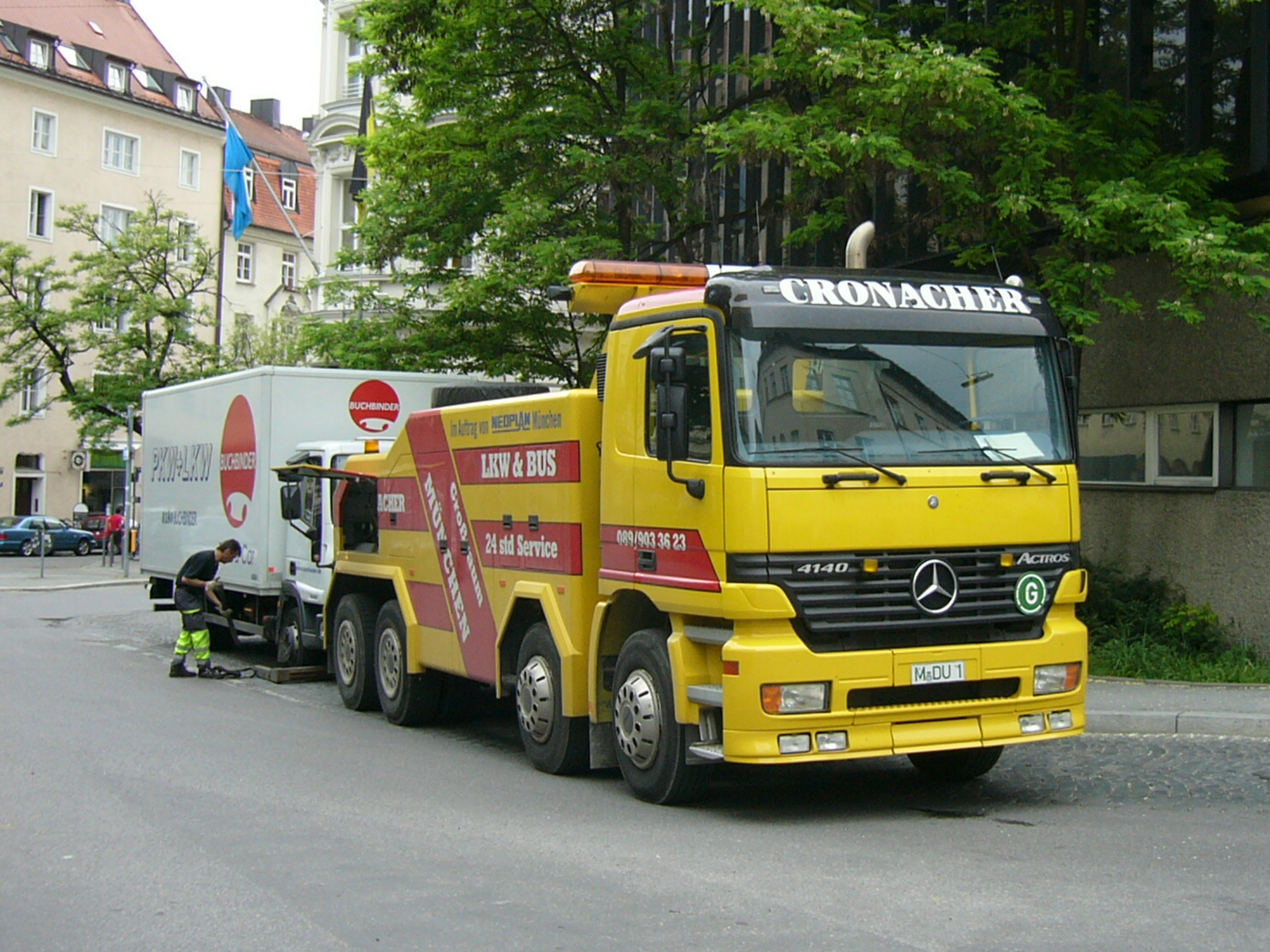
Vierachsiges Schwerlast-Abschleppfahrzeug (12 t) …
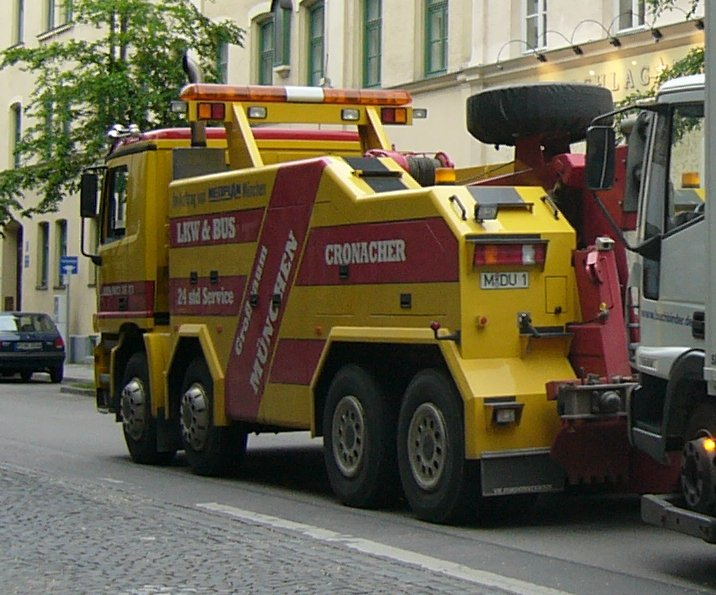
… mit Abschleppbrille
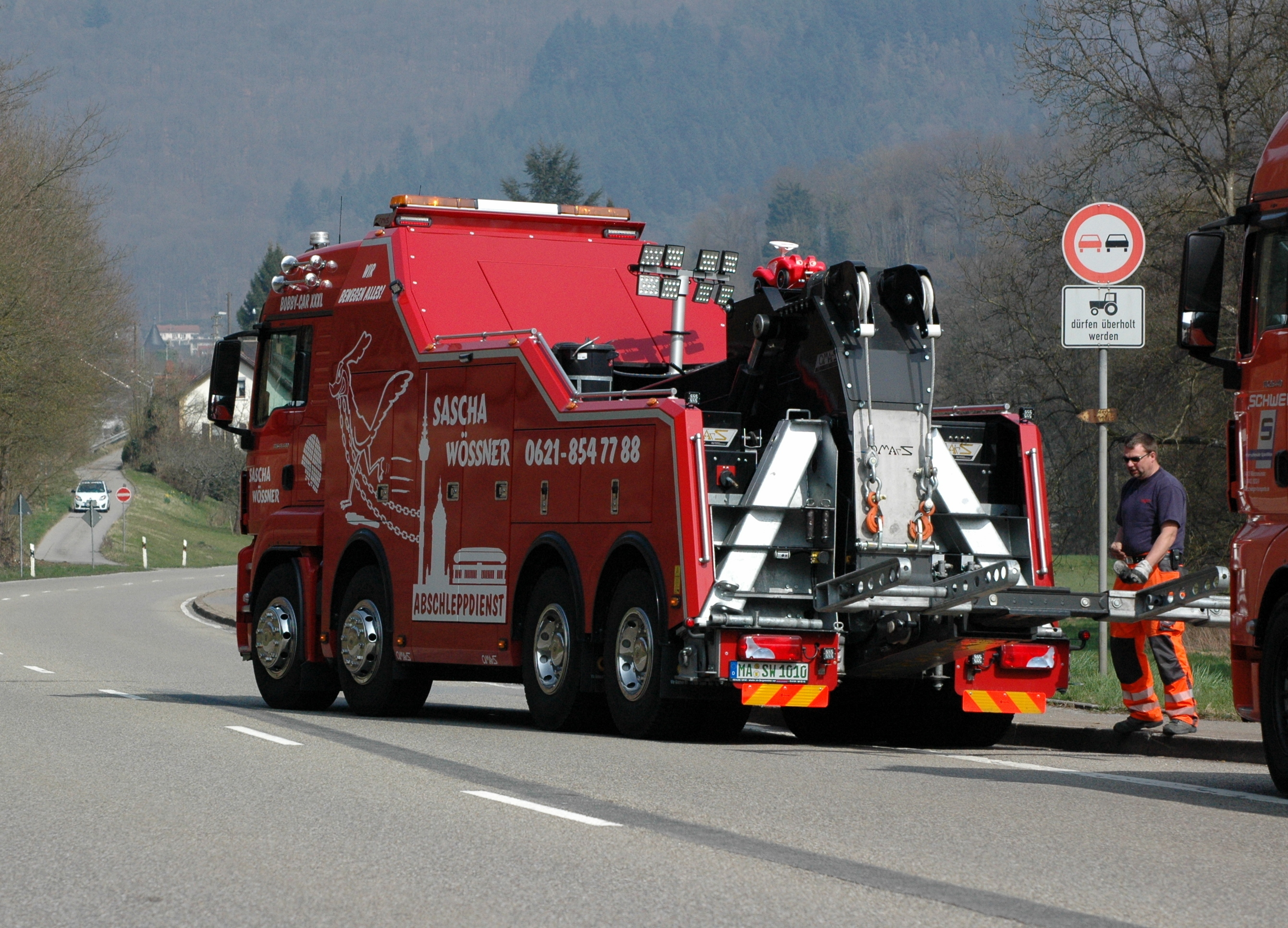
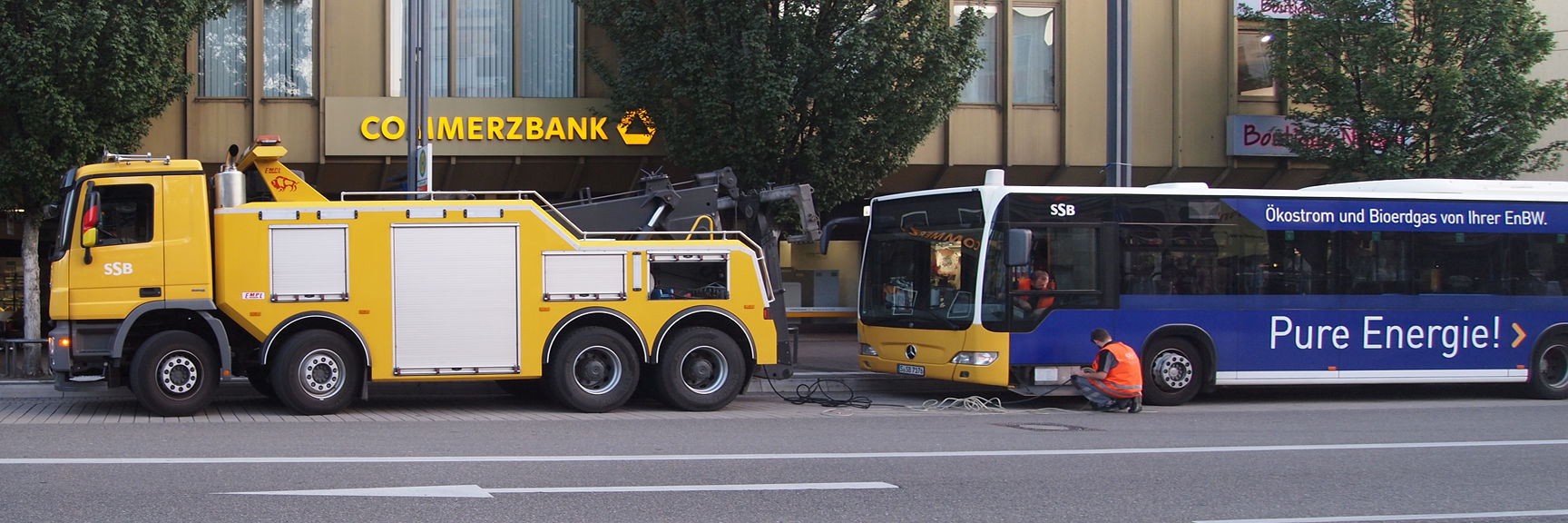
Mit einem Gelenkbus

## Hebevorgang
Zur Vorbereitung des Hebevorgangs werden am Abschleppfahrzeug notwendige Stützen zur Sicherung der Standfestigkeit ausgefahren, anschließend werden an den vier Rädern des zu bergenden Fahrzeuges die Befestigungen angebracht. Diese verbinden sich dann mittels am oberen Ende angebrachter Stahlketten mit den Ösen an der Hebevorrichtung des Bergungskrans, die an der Unterseite eines Drehtellers angehängt ist. Während des eigentlichen Hebevorgangs ist die Vorbeifahrt für Fahrzeuge gesperrt, bis das zu bergende Fahrzeug sich über oder auf der Ladefläche befindet und somit nicht mehr in die Fahrbahn hineinragt. Begründet wird das mit der Absturzgefahr, das bedeutet mit dem unbeabsichtigten Abrutschen vom Haken. Das abzuschleppende Fahrzeug (Ladung) ist zusätzlich durch Hemmschuhe zu sichern.

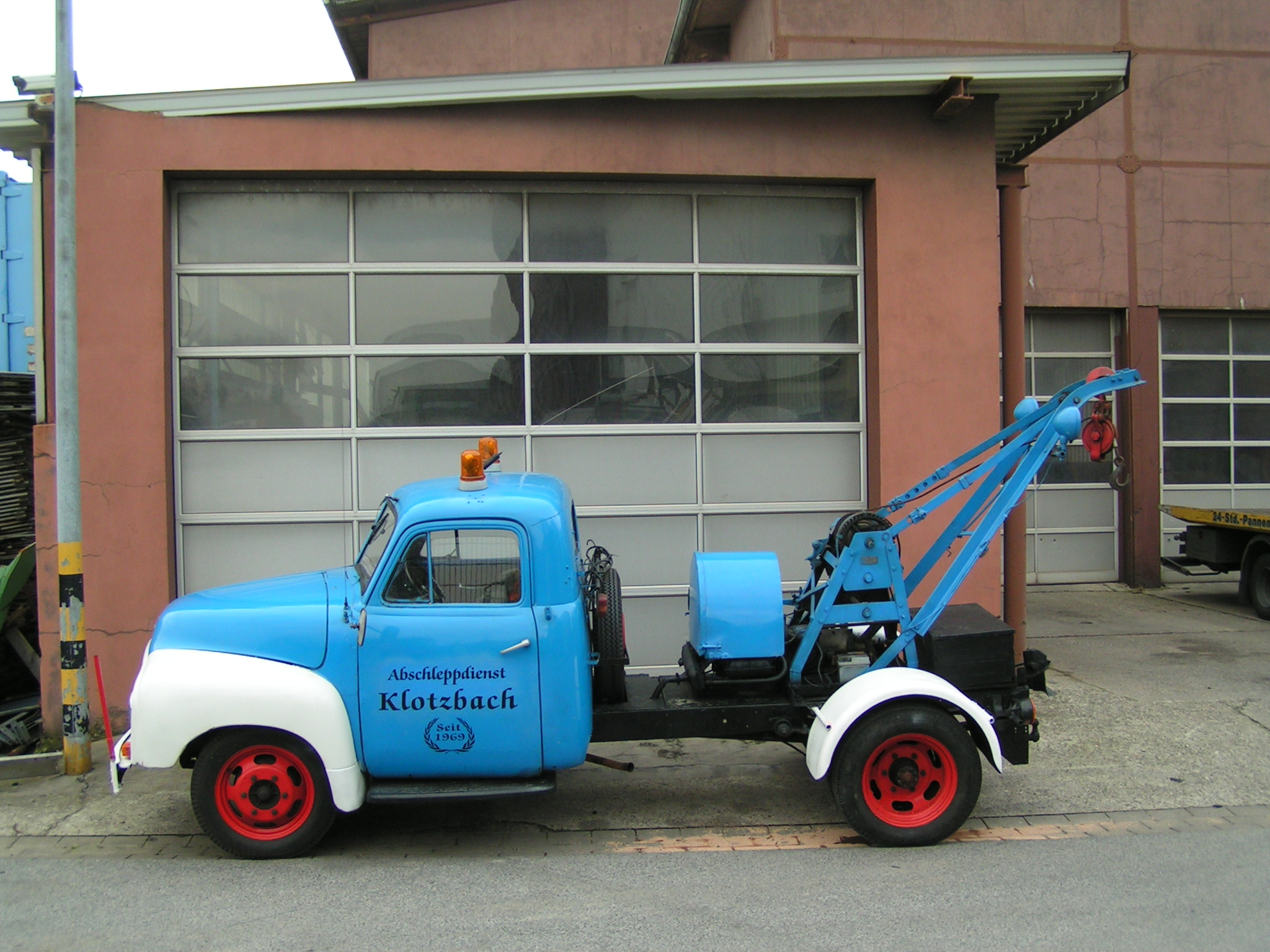
Abschleppwagen-Oldtimer

## Geschichte
Die Begriffe sind so in einem Zeitraum entstanden, als überwiegend Kranfahrzeuge zum Abschleppen eingesetzt wurden. Heute überwiegen die Plateaufahrzeuge. Nur bei den o. g. Abschleppwagen gibt es in Deutschland tatsächlich den zulassungsrechtlichen Eintrag Abschleppwagen. Die Bergungsfahrzeuge sind als Lkw zur Fahrzeugbeförderung zugelassen.
Für Tief- und Parkgaragen wurden besonders niedrige und kurze Abschleppfahrzeuge gebaut. 
Das größte Berge- und Abschleppfahrzeug der Bundeswehr ist der BKF 30.40 (Faun/MAN) mit einer Berge-Hebemasse von 30.000 Kilogramm.